# Joesley Day

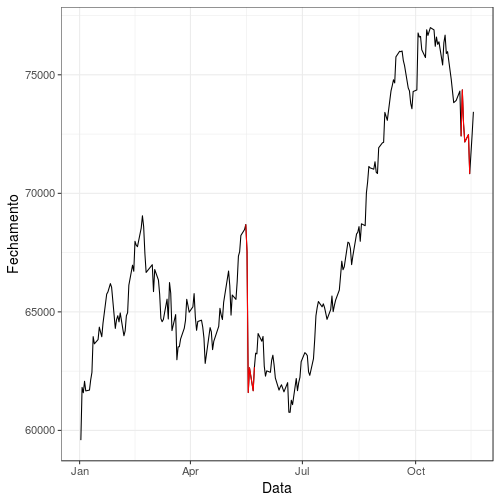
Fechamento diário do Ibovespa de 01 de janeiro de 2017 a 17 de novembro de 2017. As regiões vermelhas marcam as semanas das delações da JBS e do pronunciamento de Temer sobre a falta de apoio político para aprovar a reforma da previdência, respectivamente.

No mercado financeiro brasileiro, "Joesley Day" é como ficou conhecido o dia da divulgação da delação premiada de Joesley Batista, que provocou uma queda brusca da bolsa de valores. No dia 17 de maio de 2017, a imprensa revelou que numa conversa entre Joesley e Michel Temer, o então presidente teria dava aval para que fosse comprado o silêncio do ex-presidente da Câmara de Deputados, Eduardo Cunha. Com o escândalo e a perda de expectativa de aprovação da reforma da previdência, no pregão do dia seguinte o Ibovespa teve a a maior queda de um período de aproximadamente 9 anos, enquanto o dólar, neste mesmo dia, teve a maior alta de um período de 14 anos.
Joesley Batista, o empresário envolvido na conversa com Michel Temer, é um dos donos e responsável pelo processo de expansão e internacionalização da JBS, uma das principais empresas do agronegócio no Brasil. 
Suspeitas de manipulação financeira levaram Joesley e seu irmão Wesley à prisão em setembro. Além do processo criminal, a Comissão de Valores Mobiliários (CVM), autarquia pública que regula o mercado de ações, abriu três processos administrativos contra os irmãos Batista, acusados de manipulação de preços e uso indevido de informação privilegiada (insider trading). Após seis anos de tramitação, em outubro de 2023, a CVM absolveu os irmãos Batista nos três processos. A Comissão aplicou ainda uma multa de 500 mil reais à J&F Investimentos, empresa controladora da JBS, por ter negociado ações de sua subsidiária em período vedado. Bruno Carazza, escrevendo para o Valor Econômico, chamou essa multa de "simbólica", ressaltando que o precedente de leniência criado era perigoso para o órgão que deveria ser "o xerife dos mercados".